# Carmen Argenziano
Carmen Antimo Argenziano (ur. 27 października 1943 w Sharon, zm. 10 lutego 2019 w Los Angeles) – amerykański aktor.
Urodził się jako syn Elizabeth Stella (z domu Falvo) i Josepha Guy Argenziano, restauratora. Zagrał m.in. postać Jacoba Cartera w serialu Gwiezdne wrota. Był członkiem Actors Studio, otrzymał nagrodę Los Angeles Drama Critics’ Circle za występ jako Jack Delasante w sztuce Thomasa Babe’a A Prayer for My Daughter.

## Filmografia
- Punishment Park (1971)
- Ojciec chrzestny, Część II (1974)
- Columbo – „Identity Crisis” (1975)
- Once an Eagle (1976) miniserial TV
- The Bionic Woman (1978)
- When a Stranger Calls (1979)
- Buffalo Bill (1981) serial TV
- Księżniczka futbolu (1983) film TV
- Circle of Power (1983)
- Nagłe zderzenie (1983)
- Oskarżeni (1988)
- Wszystko albo nic (1988)
- Booker (1989-1990)
- Nieustraszony 2000 (1991) film TV
- Melrose Place (1992-1994) serial TV
- Babilon 5, odcinek „Noże (Knives)” (1995)
- Tajna broń (1996)
- Strażnik Teksasu (1994, 1997)
- JAG – Wojskowe Biuro Śledcze – odcinek „My – Naród” (1997)
- Stargate SG-1 (1998-2005)
- Wersety zbrodni (1999)
- Diamentowa afera (1999)
- 60 sekund (2000)
- Kod dostępu (2001)
- Taniec pod księżycem (2002)
- Tożsamość (2003)
- 24 godziny (2003)
- Kryminalne zagadki Nowego Jorku (2006-2008)
- Dr House (2007)
- Meteor (2009) Miniserial
- Zabójcze umysły (2009)
- Anioły i Demony (2009)